# Antonín Borový

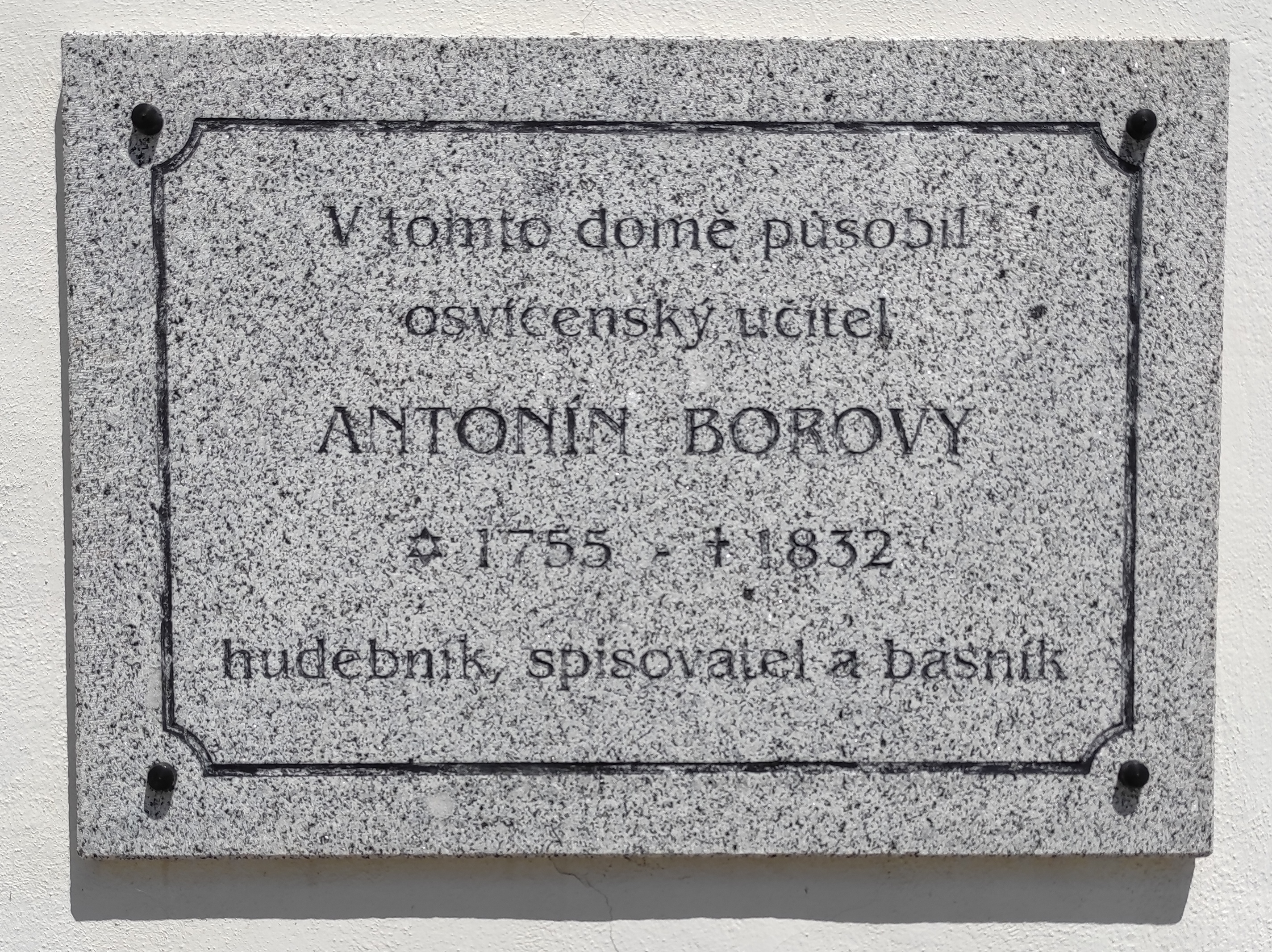
Pamětní deska umístěná na budově obecního úřadu ve Zlaté Koruně

Antonín Borový (12. června 1755 Sedlec u Písku – 29. března 1832 Zlatá Koruna, starým pravopisem Antonjn Borowý) byl český skladatel kostelních písní, figurální hudby a oper, editor drobnějších žánrů (anekdotické příběhy apod.), buditel, spolupracovník Václava Matěje Krameria.

## Život
Studoval na náklady zlatokorunského kláštera na gymnáziu v Českém Krumlově, od roku 1771 do 1781 v Pasově filosofii a práva. Od 20. dubna 1782 učitel ve Zlaté Koruně, po zrušení kláštera v roce 1785 zde působil dál jako světský učitel, pokoušel se zde zavádět reformní výuku po vzoru Ferdinanda Kindermanna.

## Vydal
- Zrcadlo pošetilosti (1792)
- Zrcadlo příkladů k naučení a obveselení (1794)
- Žert a pravda (1796)

## Přeložil
- Modlitby k Panně Marii Rajovské (spíše Kájovské) na čtyry zlate soboty, neb na čtyry zlaté sobotní noci. Z německé do české řeči převrácené od Antonína Borovýho. Zlatákoruna[sic] : [s.n.], 1813